# II. Arnulf flamand gróf
II. Arnulf (kb. 960 – 988. március 23.) Flandria grófja 965-től haláláig, III. Balduin és Burgundiai Mathilde egyetlen gyermeke.

## Élete
Arnulf még csecsemő volt amikor 962-ben meghalt apja, majd nagyapja 964 v. 965-ös halálát követően megörökölte a flamand trónt. Nagyapjához és fiához, IV. Balduinhoz hasonlóan előszeretettel használta a márki címet, amit számos fennmaradt oklevele tanúsít. Uralkodása kezdetén egy bizonyos Baldwin vagy Balzo ( - 973) gyámsága alatt állt, aki feltehetően nagyapja bátyjának, Adalolfnak vagy II. Balduin bátyjának, Raoulnak a törvénytelen fia volt. Arnulf neve feltűnik a St. Bertin apátság apátjainak listáján is, de valószínűleg gyermekként, névleg volt csak a cím birtokosa.
Mikorra 976-ban elnyerte nagykorúságát, az I. Arnulf által Flandriához csatolt területek egy része elveszett. A kiskorú Arnulf öröklésének biztosítására I. Arnulf Pikárdia egy részét Lothár francia királynak adta, majd Boulogne grófságát egy másik rokonra hagyta. II. Arnulf kiskorúságának kezdetén Lothár elfoglalta a Ponthieu-i grófságot és rokonának, Capet Hugónak adta.
V. Lajos francia király halálát (987) követően, elsősorban a Karoling-dinasztiához fűződő kapcsolatai miatt, Arnulf Lotaringiai Károly és fia, Otto utódlását támogatta a nemesség és a papság jelöltje, Capet Hugóval szemben. Hugo válaszul sereget vezetett Flandria ellen és Arnulf kénytelen volt I. Róbert normandiai hercegnél menedéket keresni. Róbert segítségével a két fél megegyezett, miszerint Hugo visszaadja az elfoglalt területeket és Arnulf elismeri, mint francia királyt. 
Halála után kiskorú fia, IV. Balduin örökölte a grófi címet. Halálára a források felváltva 987-et vagy 988-at adnak meg. Annyi bizonyos, hogy fia és örököse, IV. Balduin már 988. április 1-jén grófként szerepel egyik okiratában, anyjával együtt. A március 30-i dátumot a Tronchiennes-i krónika és állítólagos sírfelirata közli Ezzel szemben Anselmus, Franciaország királyairól írt históriájában, március 23-át adja meg, de nem közli forrásait.
A genti krónikában Susanna neve mellett feltüntetett "regina" cím feltehetően csak arra utal, hogy kiskorú fia mellett grófnőként uralkodott Flandria felett, nem pedig arra, hogy ekkor már feleségül ment második férjéhez, II. Róbert francia királyhoz.

## Családja
Felesége Lombardiai Rozala vagy Susanna ( - 1003. december 13.), II. Berengár olasz király lánya. Második férje "Jámbor" Róbert francia király.
Feltehetően Rozala néven keresztelték meg és a Susannát csak később kezdte el használni, férje halála után már ezen a néven tűnik fel egy bejegyzésben (ld. fent). Házassága II. Róberttel feltehetően nem volt sem sikeres, sem hosszú, mindenesetre a korabeli források szinte semmilyen adatot nem közölnek erre vonatkozóan.
Gyermekeik:
- Mathilde ( - 995. július 24.)[14]

- Balduin ( - 1035. május 29/30.), IV. Balduin néven Flandria grófja 987/8-1035 között, felesége Luxemburgi Otgive.[15]